# Kirchheilingen
Kirchheilingen ist eine Gemeinde im Unstrut-Hainich-Kreis in Thüringen (Deutschland).

## Geografie
Kirchheilingen liegt zehn Kilometer nordöstlich von Bad Langensalza, in einer Talsenke der Heilinger Höhen. Die Gemeinde gehört der Verwaltungsgemeinschaft Bad Tennstedt an. Der Verwaltungssitz ist in der Stadt Bad Tennstedt.

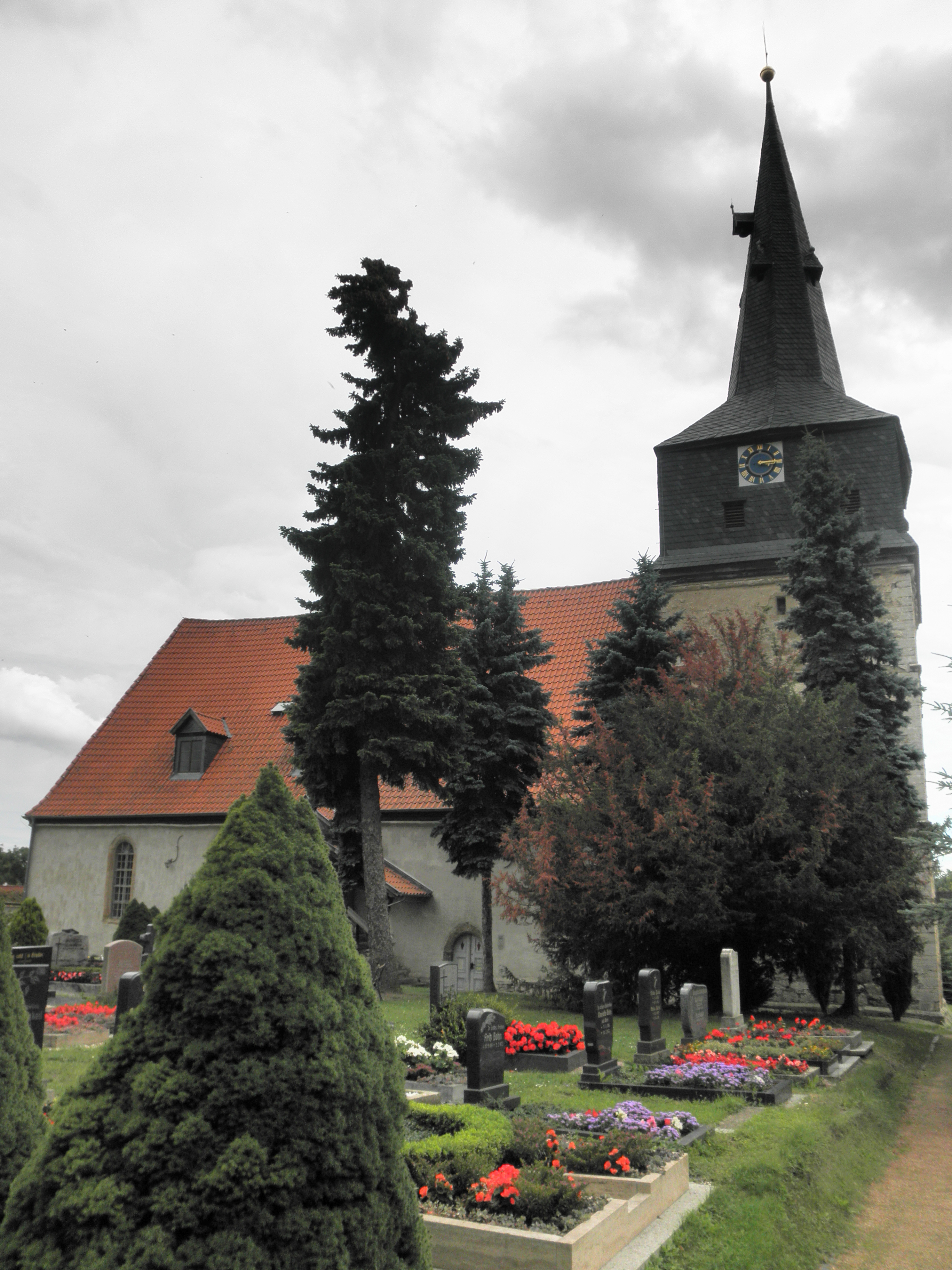
Kirche St. Bonifatii (2011)

## Geschichte
Die erste Aufzeichnung stammt aus dem Jahre 833. Der Ort gehörte bis 1815 zum kursächsischen Amt Langensalza und nach seiner Abtretung an Preußen von 1816 bis 1944 zum Landkreis Langensalza in der Provinz Sachsen.
1913 wurde eine private Langensalzaer Kleinbahn von Haussömmern nach Langensalza über Kirchheilingen gebaut. Diese wurde 1967 von Haussömmern bis Kirchheilingen und 1969 ganz abgebaut.

## Politik

### Gemeinderat
Zur Gemeinderatswahl am 26. Mai 2024 wurde eine Ratsfrau und sieben Ratsherren gewählt.
| Partei / Liste                          | Stimmenanteil | Sitze |
| Freie Wählergemeinschaft Kirchheilingen | 59,1 %        | 5     |
| Kirchheilingen – unser Dorf             | 40,9 %        | 3     |
| Gesamt                                  | 100 %         | 8     |
| Wahlbeteiligung: 75,6 %                 |               |       |

Quelle: Thüringer Landesamt für Statistik

### Bürgermeister
Der ehrenamtliche Bürgermeister Jan Behner wurde am 5. Juni 2016 gewählt.

## Wirtschaft
Auf den Heilinger Höhen in der Nachbarschaft des Ortes wurden 22 Windkraftanlagen errichtet. Die Gemeinde ist am Gewinn der Besitzer der Anlagen beteiligt.
In Kirchheiligen befindet sich in einem ehemaligen Gasfeld in 900 m Teufe ein Erdgas-Untergrundspeicher der VNG Gasspeicher GmbH mit einem nutzbaren Arbeitsgasvolumen von 190 Millionen Kubikmetern.

## Kultur und Sehenswürdigkeiten
Westlich der Dorfgrenze hinter der Schlucht befindet sich ein bronzezeitlicher Grabhügel mit Nachbestattungen.

### Museen
- Dorfmuseum,
- Kleinbahnmuseum

### Kirchen
- Bonifatiuskirche

## Persönlichkeiten
- Johann Anton Wilhelm Geßner (1771–1830), Philosoph[6]